# ウクライナの愛国者
ウクライナの愛国者（ウクライナのあいこくしゃ、ウクライナ語: Патріо́т Украї́ни, ラテン文字転写: Patriót Ukrayíny）は、2005年に結成され、2014年12月に解散したウクライナのウルトラナショナリスト組織。この組織は、人種差別主義とネオナチの政治的信念を持っていると説明されている。ウクライナの愛国者と社会民族会議のリーダーはアンドリー・ビレツキーである。
2014年12月10日、ビレツキーは、政治組織としてのウクライナの愛国者は国内の紛争状態のために活動を停止し、アゾフ大隊に吸収されたと発表した。 